# Gamagara
Gamagara (officieel Gamagara Local Municipality) is een gemeente in het Zuid-Afrikaanse district John Taolo Gaetsewe.
Gamagara ligt in de provincie Noord-Kaap en telt 41.617 inwoners.

## Hoofdplaatsen
Gamagara is op zijn beurt nog eens verdeeld in 5 hoofdplaatsen (Afrikaans: nedersettings) en de hoofdstad van de gemeente is de hoofdplaats Kathu. 
- Dibeng
- Dingleton
- Ditloung
- Kathu
- Olifantshoek